# Mario Amalfitano
Mario Amalfitano fue un deportista italiano que compitió en vela en la clase Star. Ganó una medalla de oro en el Campeonato Europeo de Star de 1934.

## Palmarés internacional
| Campeonato Europeo | Campeonato Europeo | Campeonato Europeo | Campeonato Europeo |
| Año                | Lugar              | Medalla            | Clase              |
| ------------------ | ------------------ | ------------------ | ------------------ |
| 1934               | ND                 | Medalla de oro     | Star               |